# Allotoca maculata
Allotoca maculata és una espècie de peix de la família dels goodèids i de l'ordre dels ciprinodontiformes.

## Morfologia
- Els mascles poden assolir 6,5 cm de longitud total[5] i les femelles 7,5.[6]

## Hàbitat
És un peix d'aigua dolça, de clima tropical (22 °C-26 °C) i demersal.

## Distribució geogràfica
Es troba a Jalisco (Mèxic).

## Observacions
És inofensiu per als humans i emprat en recerca científica.